# Вила Санта Марија (Кјети)
Вила Санта Марија (итал. Villa Santa Maria) је насеље у Италији у округу Кјети, региону Абруцо.
Према процени из 2011. у насељу је живело 1229 становника. Насеље се налази на надморској висини од 317 м.

## Становништво
Према резултатима пописа становништва 2011. у општини је живело 1.433 становника.
| 1931. | 1936. | 1951. | 1961. | 1971. | 1981. | 1991. | 2001. | 2011. |
| ----- | ----- | ----- | ----- | ----- | ----- | ----- | ----- | ----- |
| 3.182 | 3.089 | 3.411 | 2.485 | 1.992 | 1.658 | 1.532 | 1.479 | 1.433 |